# Jessica White
Jessica White (Buffalo, 22 giugno 1984) è una modella statunitense.

## Biografia
Scoperta all'età di sedici anni da una talent scout nella sua città natale di Buffalo, New York, Jessica White ottiene un contratto con l'[genzia di moda IMG Models di Parigi, ottenendo nei sei mesi successivi svariati contratti con CoverGirl, Chloé, e Gap. In seguito la modella sfila anche per case di moda come Ralph Lauren, Oscar de la Renta, Marc Jacobs e Tommy Hilfiger. La popolare supermodel Tyra Banks ha definito la White "la modella della sua generazione". Più recentemente è stata testimonial internazionale per Maybelline e Yamamay.
Jessica White è comparsa in diversi servizi per Harper's Bazaar, Teen Vogue, King e sulla copertina di Surface e Trace. Nel 2003, la White è stata scelta anche per apparire sulla copertina di Sports Illustrated Swimsuit Issue, rivista sulla quale è comparsa anche nel 2004, 2005, 2007, 2008 e 2009. In alcuni dei servizi di Sport Illustrated, la modella è stata anche oggetto di opere di body painting.
La modella ha inoltre recitato in piccoli ruoli nel film FBI: Operazione tata, e nella soap opera Febbre d'amore, oltre ad essere comparsa nel reality show America's Next Top Model e in videoclip di John Legend, Jay-Z e Robin Thicke.

## Agenzie
- IMG Models - Parigi
- Elite Model Management - New York[5]

## Filmografia

### Cinema
- First, Last and Deposit, regia di Peter Hyoguchi (2000)
- Little Erin Merryweather, regia di David Morwick e Michael Civille (2004)
- FBI: Operazione tata (Big Momma's House 2), regia di John Whitesell (2006)
- The Perfect Match, regia di Bille Woodruff (2016)

### Televisione
- The Making of a Hollywood Madam, regia di Michael Switzer - film TV (1996)
- Febbre d'amore (The Young and the Restless) - serie TV, episodi 8956-8958 (2008)
- Zoe Ever After - serie TV, episodi 1x02-1x04-1x05 (2016)
- Hollywood Unlocked with Jason Lee Uncensored - serie TV, episodi 2x54-2x55 (2017)
- The Climb, regia di Chris Robinson - film TV (2017)
- Easter Egg, regia di Stephen Garnett (2018)

### Videoclip
- Trey Songz I Invented Sex/Say Ah, regia di Yolande Geralds (2009)
- Trey Songz I Invented Sex, regia di Yolande Geralds (2009)
- Trey Songz Say Aah, regia di Yolande Geralds (2010)
- Trey Songz Neighbors Know My Name, regia di Yolande Geralds (2010)
- Kanye West Feat. Dwele Power, regia di Marco Brambilla (2010)
- Beyoncé XO, regia di Terry Richardson (2013)

### Videogiochi
- Until Dawn (2015) - motion capture
- Sniper: Ghost Warrior 3 (2017) - motion capture

## Trasmissioni televisive (parziale)
- The Tyra Banks Show - talk show (2008)
- America's Next Top Model - reality show (2009)
- The Mo'Nique Show - talk show (2011)
- Hip Hop Squares - game show (2017)